# بوسه برادرانه سوسیالیستی

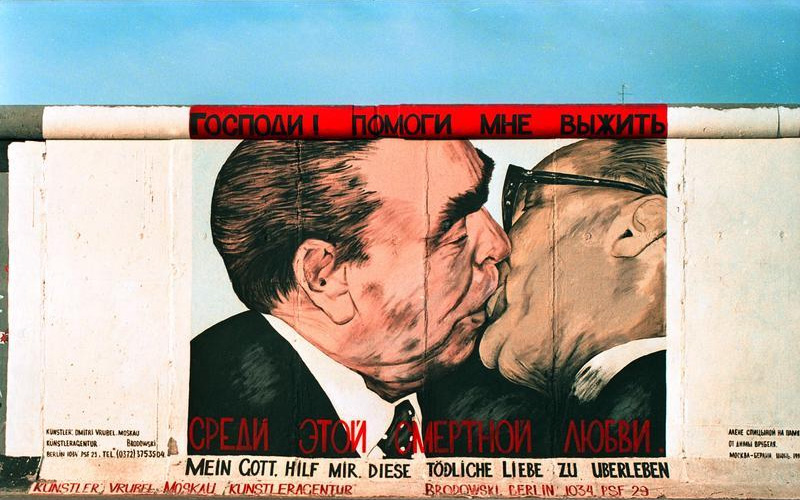
خدای من، کمکم کن تا از این عشق مرگبار جان سالم به در ببرم، نقاشی گرافیتی روی دیوار برلین که رهبر شوروی، لئونید برژنف را در حال بوسیدن اریش هونکر، رهبر آلمان شرقی نشان می‌دهد.

بوسه برادرانه سوسیالیستی شکل ویژه‌ای از احوالپرسی بین رهبران سوسیالیست بود. این عمل نشان‌دهنده ارتباط ویژه‌ای است که بین کشورهای سوسیالیستی وجود دارد که شامل یک در آغوش گرفتن همراه با یک سری از سه بوسه بر روی گونه‌های متناوب است. در موارد نادری که این دو رهبر خود را بسیار نزدیک به هم می‌دانستند، بوسه‌ها به جای گونه‌ها روی دهان داده می‌شد.
آغوش برادرانه سوسیالیستی شامل یک سری از سه آغوش عمیق است که به‌طور متناوب بین سمت چپ و راست بدن، بدون بوسیدن انجام می‌شود. این تبریک اصلاح شده توسط رهبران کمونیست در آسیا پذیرفته شد که فاقد سنت بوسیدن گونه به عنوان سلام است. در طول جنگ سرد، رهبران کمونیست در آسیا با دریافت بوسه از سوی اروپایی‌ها و کوبایی‌ها موافقت کردند؛ اما خودشان این بوسه را حذف کردند.

## تاریخ

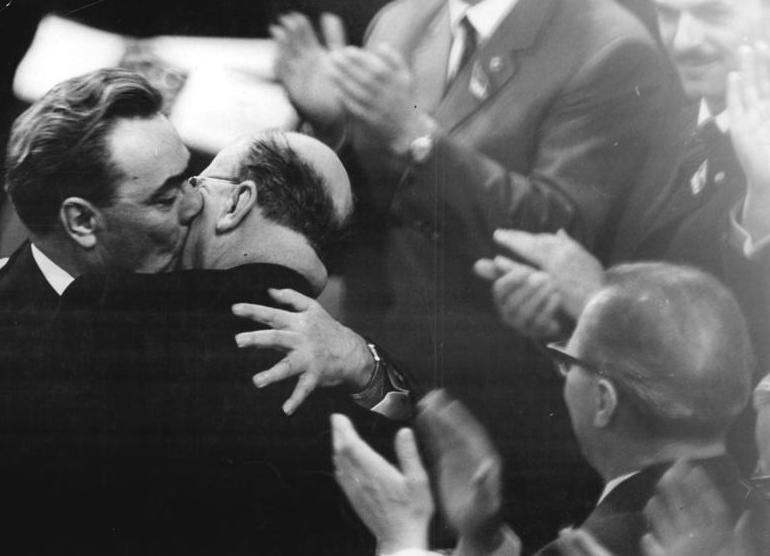
عکس بوسه میان برژنف و هونکر؛ آوریل ۱۹۶۷‏

این آیین از رویه اروپایی روبوسی به عنوان احوالپرسی بین اعضای خانواده یا دوستان نزدیک سرچشمه می‌گیرد و همچنین با بوسه برادرانه ارتدوکس شرقی مرتبط است. این بوسه به نوعی قبلاً در امپراتوری روسیه، در میان سربازان و افسران استفاده می‌شد.
با گسترش کمونیسم پس از جنگ جهانی دوم، اتحاد جماهیر شوروی دیگر به عنوان تنها کشور کمونیستی منزوی نبود. بوسه برادرانه سوسیالیستی تبدیل به یک تبریک تشریفاتی در میان رهبران کشورهای کمونیستی شد. این تبریک همچنین توسط رهبران سوسیالیست در جهان سوم و همچنین رهبران جنبش‌های آزادی‌بخش سوسیالیستی مانند سازمان آزادی‌بخش فلسطین و کنگره ملی آفریقای جنوبی پذیرفته شد.

## کرملین‌شناسی
کرملین‌شناسان به این موضوع توجه کردند که آیا آغوش برادرانه بین رهبران کمونیست رد و بدل شده‌است یا خیر. حذف آغوش عرفی نشان دهنده سطح پایین‌تر روابط بین دو کشور بود.
پس از شکاف چینی-شوروی، چینی‌ها حاضر نشدند همتایان شوروی خود را در آغوش بگیرند یا آنها را «رفیق» خطاب کنند. زمانی که نیکیتا خروشچف، نخست‌وزیر شوروی، در سفر به پکن در سال ۱۹۵۹ مائو تسه‌تونگ، رئیس حزب کمونیست چین را در آغوش گرفت، مائو برای اجتناب از آغوش عقب‌نشینی کرد و به جای آن دست داد.  حتی با وجود عادی‌سازی روابط دو کشور در سال ۱۹۸۹، چینی‌ها همچنان از آغوش برادرانه هنگام احوالپرسی با رهبران شوروی خودداری می‌کردند. این کار برای تأکید بر این بود که روابط چین و شوروی به سطح قبل از انشعاب دهه ۱۹۵۰ بازنمی‌گردد. تشریفات چین به‌طور خاصی بر موضوع «دست دادن، بدون در آغوش گرفتن» اصرار داشت.

## بوسیدن گونه
بوسه برادرانه سوسیالیستی را نباید با روبوسی معمولی بین رهبران جهان اشتباه گرفت. به عنوان مثال، رئیس‌جمهور فرانسه این رسم را دارد که با بوسیدن هر دو گونه رهبران جهان به آنها سلام و از آنها استقبال می‌کند.